# Savannah College of Art and Design

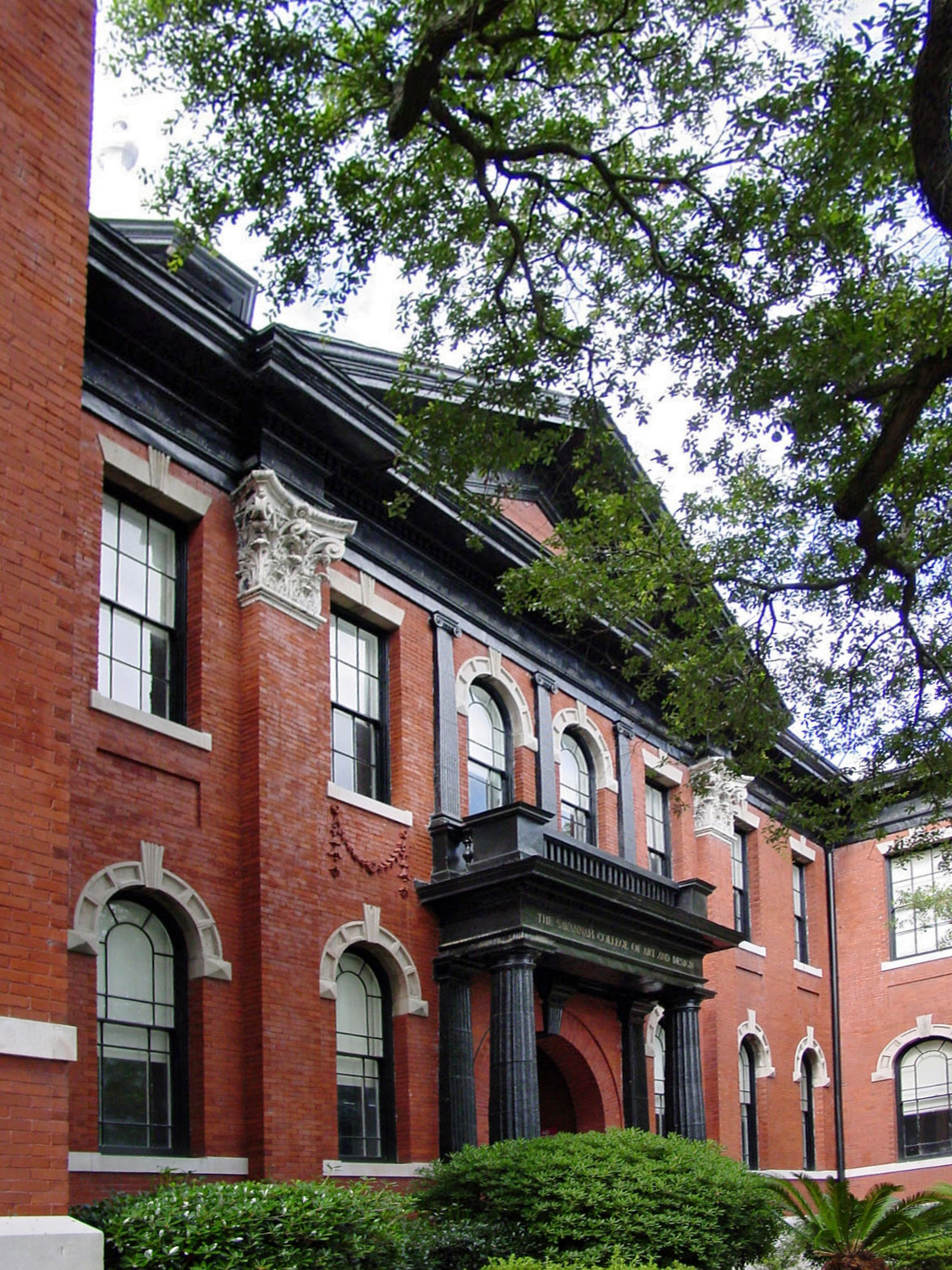
L'Anderson Hall.

Le Savannah College of Art and Design (ou SCAD, en français : « École d'art et de design de Savannah ») est une université d'art privée américaine, fondée en 1978, à Savannah en Géorgie (États-Unis), où son campus est contigu au quartier historique. Son autre campus géorgien est à Atlanta. 
Un centre en France accueille chaque année quelques dizaines de jeunes diplômés, à Lacoste, dans le Vaucluse
.
Le corps enseignant est constitué de 720 professeurs, pour 8 478 étudiants « undergraduate » et 1 983 étudiants « graduate ».

## Facultés
SCAD comprend huit facultés (« faculties ») :
- Building Arts
- Communication Arts
- Design
- Fashion
- Film, Digital Media
- Fine Arts
- Foundation Studies
- Liberal Arts

## Présidents de SCAD
- Richard Rowan : de 1978 à 2000 ;
- Paula S. Wallace : depuis 2000.

## Anciens étudiants
- India.Arie
- Tomas Kalnoky
- René Pérez, de Calle 13